# Сніжне (Чукотський автономний округ)
Сніжне (чук. Ӄээԓивтын; рос. Снежное) — село в Анадирському районі Чукотського автономного округу Російська Федерація. Утворює сільське поселення Сніжне.
Назва села є калькою з чук. ӄээԓивтын — «сніжник», який розташований поблизу, на обривистому березі річки Анадир. Назва походить від чук. ӄээԓ «Старий сніг», «гниле дерево» + ивтын від ивтыԓ "низ", " нижня сторона».

## Географічне положення
Розташоване на правому березі річки Анадир. Найближчий населений пункт знаходиться за 20 км вище за течією-село Усть-Бєла, відстань до окружного центру - 221 км.

## Історія
Сніжне засноване в 1929 році як центральна садиба першого на Чукотці радгоспу "Сніжне". В цей же рік побудовані житлові будинки, лабораторія, склади і лазня. Перше радгоспне стадо склало 200 оленів, яких господарство виміняло у місцевих жителів на зброю, предмети начиння, чай і тютюн. У березні 1932 року радгоспом придбано понад 13000 оленів, які були розподілені на 6 стад. З кожним роком поголів'я збільшувалося, і до 1970-х рр. доходило до 22000 голів.
У 1990-х рр. господарство занепало, поголів'я різко скоротилося до 4000 голів у 1999 році. Радгосп реорганізований у муніципальне сільгосппідприємство "Анадирське", після чого чисельність оленів стала повільно зростати.

## Населення
| 2002 | 2010 | 2011 | 2012 | 2013 | 2014 | 2015 |
| ---- | ---- | ---- | ---- | ---- | ---- | ---- |
| 313  | ↘311 | ↗312 | ↘306 | ↗309 | ↘295 | ↘284 |
| 2016 | 2017 | 2018 |      |      |      |      |
| ↘268 | ↘255 | ↘234 |      |      |      |      |

## Транспорт
Автошляхи до поселення як такі відсутні. У Сніжне організований щотижневий рейс вертольота, в літню навігацію з окружного центру приходить теплохід, час у дорозі на якому становить близько півтори доби.

## Соціальна інфраструктура
У селі є дитячий садок, амбулаторія, пошта, вузол зв'язку, будинок культури, міні-пекарня, магазин. До 2005 року існувала початкова школа, яку закрили, а учнів перевели в школу-інтернат села Усть-Бєла.
У селі всього 32 житлових будинки, з них 6 двоповерхових, всі розташовані в ряд уздовж річки.
Вулиця: Набережна, Радянська, Тундрова, Центральна.
На березі річки Анадир напроти нижньої околиці села обладнана гідрометеорологічна станція Сніжне.

## Археологічні знахідки
В околицях села археологами відкрито кілька неолітичних стоянок.

## Видатні уродженці
- Ліна Тинель — радянський чукотський державний діяч, педагог, журналіст, перекладач, голова Чукотського окружного виконавчого комітету.